# Montessori Lyceum Rotterdam
Het Montessori Lyceum Rotterdam (afgekort RML, naar Rotterdams Montessori Lyceum) is een scholengemeenschap voor havo, atheneum en gymnasium.
De school geeft montessorionderwijs aan ongeveer 1000 leerlingen, en is niet gebonden aan een levensbeschouwing. Het schoolbestuur bestaat geheel uit ouders. Het gebouw is gevestigd aan de Schimmelpenninckstraat 17 direct naast het NS-emplacement en atletiekcomplex Nenijto.
De school werd opgericht in 1936 onder de naam Lyceum voor Montessori-leerlingen, en was gevestigd in een oud herenhuis aan de Westersingel op nr 108. Het verhuisde later nog naar de Honingerdijk en de Veerkade.
Het huidige schoolgebouw dateert uit 1959. Het werd ontworpen door het architectenbureau Van den Broek en Bakema en is later gedeeltelijk veranderd. Het gebouw staat op de monumentenlijst van de gemeente Rotterdam en wordt gezien als onderdeel van de naoorlogse wederopbouw van de stad.

## Bekende oud-leerlingen
- Seve van Ass (hockeyer)
- Karolien Berkvens (schrijfster)
- Kustaw Bessems (politiek journalist)
- Mike Boddé (cabaretier)
- Dolph Kohnstamm (psycholoog)
- Mark Koevermans (tennisspeler)
- Peter Lusse (presentator en acteur)
- Joris Lutz (presentator, acteur en tekstschrijver)
- Fatima Moreira de Melo (hockeyspeelster)
- Atzo Nicolaï (politicus)
- Han Peekel (zanger, presentator en producent)
- Elise Schaap (actrice)
- Michiel Schapers (tennisspeler)
- Hidde Turkstra (hockeyer)
- Annemieke Verdoorn (actrice)
- Pieter van Vollenhoven (lid Koninklijk Huis)
- Johan Wakkie (directeur KNHB)